# Harijaona Lovanantenaina Rakotonirina
 (janvier 2013).
Si vous disposez d'ouvrages ou d'articles de référence ou si vous connaissez des sites web de qualité traitant du thème abordé ici, merci de compléter l'article en donnant les références utiles à sa vérifiabilité et en les liant à la section « Notes et références ».
Harijaona Lovanantenaina Rakotonirina (25 janvier 1969 à Antananarivo) est un homme politique malgache. Il a été élu député du district d'Ambositra lors des élections législatives malgaches de 2007 sous l’étiquette Tiako i Madagasikara (TIM).
Bâchelier en 1987, professeur certifié en 1994 (École Normale Supérieure d'Antananarivo), professeur de SVT au Lycée Rakotoarisoa Ambositra en 1996-2003, chef de la circonscription scolaire d'Ambositra en 2003-2006, Directeur Régional de l'Éducation Nationale de la région Amoron'i Mania en 2006-2007.
Il a été arrêté le 22 février 2011 sur l’accusation « d'atteinte à la sûreté de l'État » pour avoir incité un groupe de journalistes amateurs à créer et exploiter une station de radio illégale « Radio-n'ny Gasy ».